# Лимфен възел
Лимфният възел (лимфни жлези, nodi lymphatici) са малки лимфни органи, разположени по дължината на потока на лимфните съдове. Често са на групи – напр. на подмишниците. Те са основните места за образуване на лимфоцити. Имат и филтърна система за улавяне на бактерии и други чужди тела. Впоследствие чуждите тела биват погълнати от бели кръвни клетки (прикрепени макрофаги). По своята големина лимфните възли са твърде различни – някои от тях са малки, докато други стигат размер до 2 см. По формата си те са закръглени, понякога продълговати и приплеснати. По повърхността на лимфния възел се намира хилус, вдлъбнато място, в което влизат и излизат кръвоносните съдове на възела и изнасящите лимфни съдове. Лимфата се внася в лимфния възел чрез аферентни съдове – vassa afferentia, които завършват на различни места от повърхността на възела. Изнасящите еферентни съдове – vassa efferentia, са малко на брой и с по-голям калибър.
Лимфният възел е изграден от поддържащи структурата му елементи (капсула, трабекули и ретикуларна структура или мрежа) и клетки, разположени в мрежата. Отвън той е обвит от плътна съединителнотъканна капсула – capsula, която изпраща влакна към околната съединителна тъкан. Чрез тези влакна лимфният възел се оказва подвижно закрепен към околността. Капсулата изпраща към вътрешността на лимфния възел гредички, изградени от същата съединителна тъкан – trabeculae. Те образуват триизмерно скеле, в чиято кухина има ретикуларна поддържаща структура. Клетките на тази мрежа, които вземат участие в имунния отговор, са няколко вида.
Ретикуларните клетки са вид фибробласти, които секретират сигнални молекули, привличащи B- и Т-лимфоцити и дендритни клетки. Вторият вид клетки са макрофаги, имащи фагоцитна и антиген – презентираща функция. Третият вид клетки на ретикуларната мрежа са дендритните клетки. Те произлизат от костния мозък и са много ефективни антиген – презентиращи клетки. Четвъртият вид клетки на ретикуларната структура са фоликуларните дендритни клетки.
Субстанцията на лимфния възел е разделена в три части – кортикална, паракортикална и медуларна.
Кортикалната част представлява непрекъсната зона от лимфоидна тъкан, която образува лимфни възелчета – noduli lymphoidei или фоликули. Лимфните възелчета в коровата част съдържат B – лимфоцити и ретикуларни клетки от дендритен тип. При по-малки възли фоликулите са наредени в един слой, разположен в периферията. Под лифмните фоликули, съдържащи B – клетки, се намира паракортикалната или преходна зона. В паракортикалната зона са локализирани Т – лимфоцити. Поради това тя се нарича тимус – зависима или Т-зона. Медуларната част на възела се състои от лимфоидна тъкан.
Лимфният възел съдържа пространства, през които протича лимфата – лимфни синуси. Лимфният възел е богато кръвоснабден. Основен източник на кръвоснабдяване е хилусната артерия, а основен колектор на оттичащата се кръв – хулусната вена. Основните артериални съдове вървят в трабекулите. Лимфоидната тъкан на лимфния възел се изгражда от ретикуларна мрежка, в примките на която залягат клетки от лимфоидния ред, предимно малки лимфоцити.